# Aachener Schauspielschule

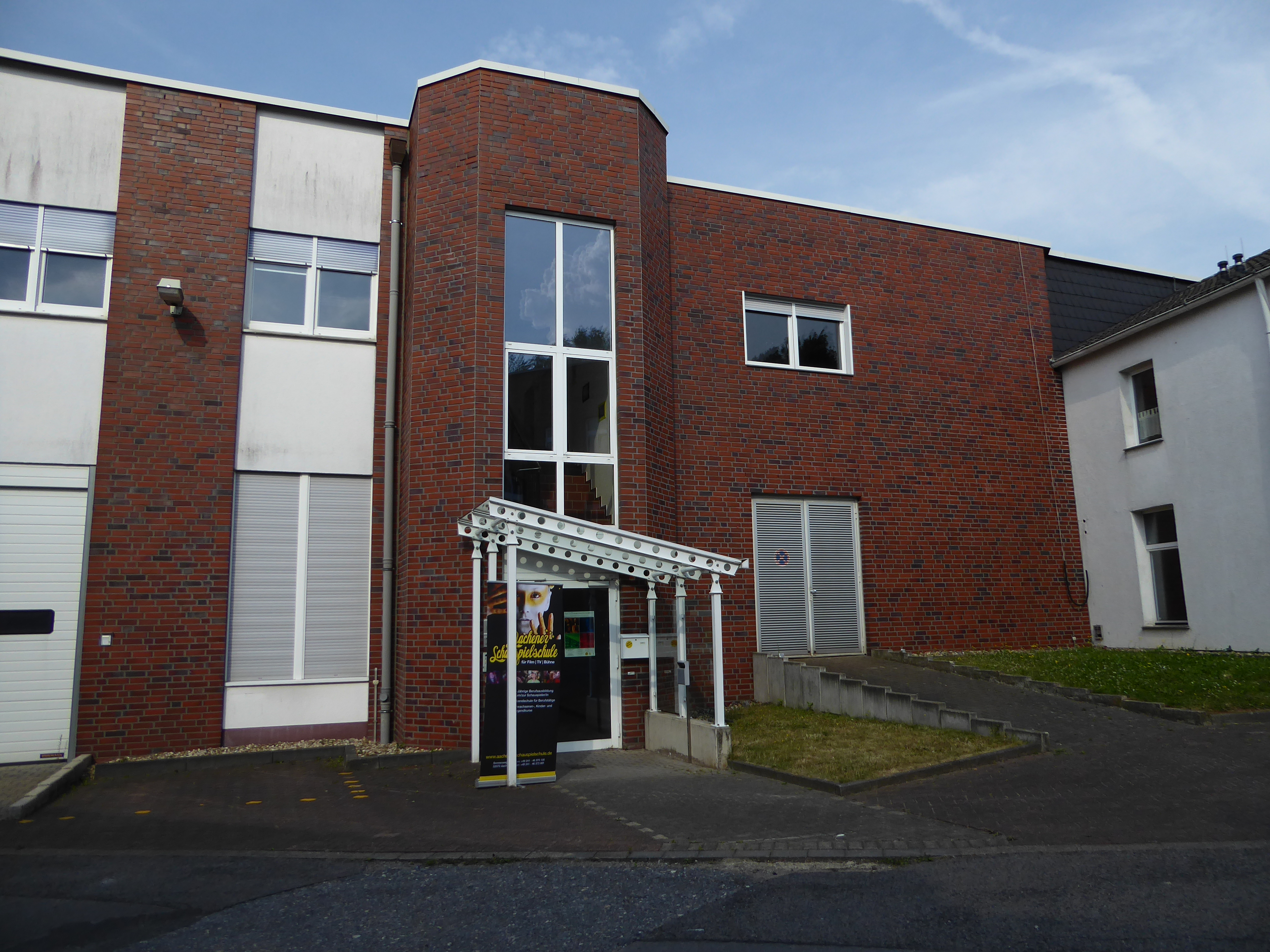
Aachener Schauspielschule

Die Aachener Schauspielschule (ASS) ist als private Berufsfachschule eine Bildungseinrichtung für Schauspieler mit Sitz in Aachen-Soers. Sie wurde im Jahr 2011 unter anderem von René Blanche, Andrea Royé, Gerhard Schneider und Wolfgang Dinslage gegründet. Schulleiter ist der Schauspieler, Regisseur und Inszenierungspädagoge René Blanche, die Künstlerische Leitung hat die Schauspielerin und Regisseurin Andrea Royé inne.
Träger der Berufsfachschule ist der gemeinnützige Verein Aachener Schauspielschule e.V.

## Angebot und Ausbildung
Angeboten wird eine zweijährige Berufsausbildung zum Schauspieler. Wahlweise kann die Ausbildung auch berufsbegleitend als Abendschule absolviert werden. Während der Ausbildungszeit liegt der Fokus hauptsächlich auf den praktischen Fächern: Schauspiel, Camera-Acting, Tanz, Gesang, Sprecherziehung, Bühnenkampf sowie Biomechanik. Bei der Aufnahme setzt die Aachener Schauspielschule daher mindestens die Fachoberschulreife voraus.
Zu den Dozenten gehören neben den Gründern unter anderem die Schauspieler Thomas Adamek und Tom Barcal.
Mit dem Ensemble Blanche unterhält die Aachener Schauspielschule ein professionelles Theaterensemble aus Schülern und Absolventen der ASS, das unter anderem 2015 am Theater der Stadt Jülich mit der Produktion „Die Schneekönigin“ auftrat. Im darauffolgenden Jahr 2016 wurde die Produktion in der Stadthalle Alsdorf aufgeführt. Das Ensemble verfolgt den Zweck, den Schülern den Berufseinstieg zu erleichtern. Zudem produziert die ASS La vie de Jean-Marie, eine eigene TV-Comedy-Serie, die 4 Folgen lang vom Belgischen Rundfunk (BRF) ausgestrahlt wurde. Die Rollen in La vie de Jean-Marie werden ausschließlich mit Dozenten, Absolventen und Schülern der ASS besetzt. Darüber hinaus bestehen Kooperationen unter anderem mit der Musikschule der Stadt Jülich, Haus Overbach sowie dem Burgtheater Overbach, einer professionellen Bühne des Gymnasiums Haus Overbach in Jülich-Barmen.
Die zweijährige Ausbildung endet mit dem Entlassen der ehemaligen Schauspielschüler als Berufsschauspieler für Film, TV und Bühne mit der Bühnenreife.

### Jugendarbeit
Im Bereich der Jugendarbeit gehört die ASS zur überregionalen Kinder-Förderinitiative „Kulturstrolche“. Kinder der 2. bis 4. Klasse besuchen einmal im Schuljahr die Schauspielschule.

### Inhalte
Die Aachener Schauspielschule bietet den Schülern eine Ausbildung mit dem Ziel der Berufsausübung als Schauspieler auf der Bühne oder vor der Kamera. Die Berufsausbildung an der ASS basiert im Wesentlichen auf den Methoden von Konstantin Stanislawski, Jewgeni Wachtangow, Lee Strasberg sowie Wsewolod Meyerhold. Die Schüler und Schülerinnen der ASS spielen ab dem ersten Lehrjahr in Theaterproduktionen des schuleigenen Ensembles, sowohl in Eigenregie als auch in enger Zusammenarbeit mit verschiedenen Regisseuren.

### Unterrichtsfächer
- Schauspiel
- Schauspielmethodik
- Camera-Acting / Filmschauspiel
- Sprecherziehung
- Tanz / Bewegung
- Bühnenkampf
- Gesang
- Existenzgründung als Schauspieler in Seminarform
- Casting-Training in Seminarform